# Raymond Saunders (artista)
Raymond Saunders (Pittsburgh, 28 de outubro de 1934 – 21 de julho de 2025) foi um artista americano conhecido por suas pinturas multimédia, que muitas vezes têm conotações sócio-políticas, e que incorporam montagem, desenho, colagem e texto encontrado. Saunders também é reconhecido pela sua instalação, escultura e trabalho curatorial.

## Carreira
Saunders viveu e trabalhou principalmente em Oakland, Califórnia. Saunders foi ex-professor de pintura no California College of the Arts, Oakland e professor na California State University, East Bay, em Hayward, Califórnia.
Saunders trabalhou em uma grande variedade de mídias, mas é conhecido principalmente por trabalhos que englobam pintura e justaposição de mídia transversal, às vezes beirando o escultural (como em Pieces of Visual Thinking, 1987), mas sempre mantendo a relação com a parede plana chave para o modernismo na pintura. A pintura de Saunders é expressiva e muitas vezes incorpora colagem (principalmente pequenos pedaços de papel impresso encontrados na vida cotidiana), palavras riscadas (às vezes riscadas) e outros elementos que adicionam referências e textura sem quebrar a forte estrutura composicional abstrata. Isso dá um senso de narrativa social até mesmo ao seu trabalho abstrato, o que o diferencia de artistas como Robert Rauschenberg, Jim Dine, ou Cy Twombly, com os quais tem afinidades óbvias.
Em 1967, Saunders declarou que "preto é uma cor". Ao longo de sua carreira, Saunders questionou a premissa de que artistas negros produzem algo que deve ser identificado exclusivamente como "arte negra". Em seu próprio trabalho, ele procurou separar sua prática das restrições da arte orientada pela identidade, "Eu sou um artista. Não acredito que o trabalho artístico deva ser limitado ou categorizado pela origem racial de alguém.
 

Além de sua pintura, Saunders é conhecido por seu panfleto do final dos anos 1960 Black is a Color, que argumenta contra os usos metafóricos do conceito "negro" tanto no mundo da arte abstrata e conceitual dominante quanto na escrita cultural nacionalista negra da época.